# Halictus hesperus
Halictus hesperus är en biart som beskrevs av Smith 1862. Halictus hesperus ingår i släktet bandbin, och familjen vägbin. Inga underarter finns listade i Catalogue of Life.